# Municipio de Kenesaw
El municipio de Kenesaw (en inglés: Kenesaw Township) es un municipio ubicado en el condado de Adams en el estado estadounidense de Nebraska. En el año 2010 tenía una población de 1003 habitantes y una densidad poblacional de 10,68 personas por km².

## Geografía
El municipio de Kenesaw se encuentra ubicado en las coordenadas 40°39′18″N 98°40′2″O / 40.65500, -98.66722. Según la Oficina del Censo de los Estados Unidos, el municipio tiene una superficie total de 93.87 km², de la cual 93,87 km² corresponden a tierra firme y (0 %) 0 km² es agua.

## Demografía
Según el censo de 2010, había 1003 personas residiendo en el municipio de Kenesaw. La densidad de población era de 10,68 hab./km². De los 1003 habitantes, el municipio de Kenesaw estaba compuesto por el 97,81 % blancos, el 0,2 % eran afroamericanos, el 0,5 % eran amerindios, el 0,4 % eran asiáticos, el 0,4 % eran de otras razas y el 0,7 % eran de una mezcla de razas. Del total de la población el 1,69 % eran hispanos o latinos de cualquier raza.